# Susan Shortt
Susan Shortt (Kilkenny, 25 de febrero de 1966) es una jinete irlandesa que compitió en la modalidad de concurso completo.
Ganó una medalla de bronce en el Campeonato Europeo de Concurso Completo de 1993, en la prueba por equipos. Participó en dos Juegos Olímpicos de Verano, ocupando el quinto lugar en Sídney 2000 y el octavo en Atlanta 1996, en la misma prueba.

## Palmarés internacional
| Campeonato Europeo | Campeonato Europeo       | Campeonato Europeo | Campeonato Europeo |
| Año                | Lugar                    | Medalla            | Categoría          |
| ------------------ | ------------------------ | ------------------ | ------------------ |
| 1993               | Achselschwang (Alemania) | Medalla de bronce  | Por equipos        |